# Shawsheen Indians
A Shawsheen Indians labdarúgó csapatát 1921-ben hozták létre. Az Indiánok rövid történelmük alatt egy alkalommal hódították el a nemzeti kupát.

## Története
Az együttest 1921-ben egy amerikai üzletember, George Park alapította és New Bedford körzeti bajnokságaiban játszottak. 1924-ben George Wallace, és az American Woolen Company átvette a csapat vezetését.
Wallace tervei közt szerepelt, hogy a Sosonokat az amerikai labdarúgás legmeghatározóbb együttesévé tegye. Első lépésként a Gyapjú Gyár elnökét William Madison Wood-ot győzte meg elképzeléseiről, aki egy modern stadiont építtetett a klub számára és elindította a US Open Cup rendezvényén, ahol a döntőig menetelve, abszolválták a kupát.
Az 1925-26-os ASL szezon volt az első és, mint később kiderült, az utolsó hivatalos bajnokságuk, ahol tizedik helyen végeztek. Wood azonban 1926 februárjában öngyilkosságot követett el, melynek következményeképpen a gyár már nem tudta a továbbiakban támogatni a csapatot.

## Sikerei
- 1-szeres Lamar Hunt US Open Cup győztes: 1925

## Híres játékosok
| # |  | Poszt | Név               |
| - |  | ----- | ----------------- |
|   |  | K     | Thomas Murdoch    |
|   |  | V     | David Mills       |
|   |  | V     | Bill Ross         |
|   |  | V     | Fred Watkins      |
|   |  | V     | William Thomson   |
|   |  | V     | Andrew Nixon      |
|   |  | KP    | Alexander Edwards |
|   |  | KP    | Edmund Smith      |
|   |  | CS    | Alex Carrie       |
|   |  | CS    | Peter Purden      |
|   |  | CS    | Robert Blyth      |